# La Menteuse
La Menteuse és una pel·lícula pornogràfica francesa, dirigida per Fred Coppula, estrenada en vídeo el 2003.

## Sinopsi
Loan treballa en una mediocre agència de publicitat on s'ha construït una sòlida reputació professional gràcies a les seves repetides mentides. Aquesta actitud que li va portar l'èxit, a poc a poc es va convertir en una forma de vida. Però la seva ajudant, Mélanie, ja no aguanta aquesta hipocresia i es compromet a donar-li una petita lliçó. Amb l'ajuda d'una màgica, li fa beure una poció que l'obliga a dir la veritat. Loan haurà de dir tota la veritat, i passarà per les virtuts del seu cos...

## Repartiment
- Loan Laure: Loan
- Mélanie Coste: Mélanie
- Rita Faltoyano: una top model
- Tiffany Hopkins: una empleada de l'agència
- Véronique Lefay: la cap de l'agència
- Nomi: una empleada de l'agència
- Clara Morgane: la màgica
- Ian Scott: un petit ami de Loan
- Greg Centauro: un empleat de l'agència
- Pascal Saint James: Monsieur Magdane, un client de l'agència
- Sebastian Barrio

## Sobre la pel·lícula
El guió té una similitud amb el de Mentider compulsiu de Tom Shadyac, el 1997, en què Jim Carrey fa el paper d'un advocat obligat de sobte a dir la veritat a causa de un desig del seu fill.
Aquesta és la primera pel·lícula pornogràfica de Loan Laure. Clara Morgane hi fa una breu aparició en el paper del maga però no actua en cap escena eròtica.